# 인천고잔초등학교
인천고잔초등학교(仁川古棧初等學校)는 대한민국 인천광역시 남동구에 있는 공립 초등학교이다.

## 학교 연혁
- 2009년 10월 2일: 개교
- 2015년 가교 창립

## 동문
```
* 가교
```

## 참고 자료
- 인천고잔초등학교 - 한국교육학술정보원 학교알리미